# Andre Wisdom
 Andre Alexander Shaquille Wisdom  (Leeds, 19 mei 1993) is een Engels voetballer die doorgaans als rechtsback speelt. Hij verruilde Liverpool in juli 2017 voor Derby County.

## Clubcarrière
Wisdom werd in 2004 opgenomen in de jeugdopleiding van Bradford City. Die verruilde hij vier jaar later voor die van Liverpool. Wisdom debuteerde op 20 september 2012 in het eerste team van Liverpool, in een wedstrijd in de Europa League tegen BSC Young Boys. Daarin scoorde hij net voor rust met een kopbal. Liverpool won met 3-5. Wisdom  kreeg vervolgens een basisplaats tijdens een 2-1-overwinning op West Bromwich Albion in een wedstrijd in het toernooi om de League Cup. Drie dagen later maakte hij zijn debuut in de Premier League, uit tegen Norwich City. Liverpool won met 2-5.
Wisdom maakte op 7 oktober 2012 zijn thuisdebuut op Anfield, tegen Stoke City. Het bleef heel de wedstrijd 0-0. Wisdom maakte de 90 minuten vol. Daarna begon hij ook in de basis tegen Reading, Everton, Newcastle United, Chelsea en Wigan Athletic. Liverpool verhuurde Wisdom gedurende het seizoen 2013/14 aan Derby County, waarvoor hij 37 wedstrijden speelde in de Championship. Het jaar erna volgde een huurperiode bij West Bromwich Albion, dan actief in de Premier League. Wisdom verlengde in mei 2015 zijn contract bij Liverpool tot medio 2019. De club verhuurde hem twee maanden later vervolgens voor een jaar aan Norwich City, dat net was gepromoveerd naar de Premier League.
Nadat hij ook nog een jaar op huurbasis bij Red Bull Salzburg speelde, vertrok Wisdom in juli 2017 definitief bij Liverpool. Hij tekende bij Derby County, waarmee hij in de Championship ging spelen.

## Erelijst
| Europees kampioen –17 | 1x | 2010 |